# Prix Margaret W. Rossiter d'histoire des femmes dans les sciences
Le Prix Margaret W. Rossiter d'histoire des femmes dans les sciences (Margaret W. Rossiter History of Women in Science Prize) est un prix scientifique décerné par l'History of Science Society depuis 1987. Il récompense chaque année un travail pionnier sur l'histoire des femmes dans les sciences. Le prix est décerné en hommage au travail pionnier de Margaret W. Rossiter qui reçoit le prix en 1997. 

## Lauréats
| Année | Lauréat                             | Travail primé |
| ----- | ----------------------------------- | --- |
| 1987  | Regina Morantz-Sanchez (en)         | Sympathy and Science: Women Physicians in American Medicine (Oxford: Oxford University Press, 1985). |
| 1988  | Pnina Abir-Am                       | Synergy or Clash: Disciplinary and Marital Strategies in the Career of Mathematical Biologist Dorothy Wrinch, in Uneasy Careers and Intimate Lives, edited by Pnina Abir-Am and Dorinda Outram (New Brunswick, N.J.: Rutgers University Press, 1987)                          |
| 1989  | Joan Mark                           | A Stranger in Her Native Land: Alice Fletcher and the American Indians (Lincoln: University of Nebraska Press, 1988). |
| 1990  | Ann Hibner Koblitz (en)             | « Science, Women, and the Russian Intelligentsia: The Generation of the 1860s », Isis, 1988, 79: 208–226. |
| 1991  | Martha Verbrugge                    | Able-Bodied Womenhood: Personal Health and Social Change in Nineteenth-Century Boston (New York: Oxford University Press, 1988). |
| 1992  | Judith Coffin                       | Social Science Meets Sweated Labor: Reinterpreting Women's Work in Late Nineteenth-century France |
| 1993  | Barbara Duden (en)                  | The Woman Beneath the Skin: A Doctor's Patients in Eighteenth-Century Germany (Cambridge, Mass.: Harvard University Press, 1991). |
| 1994  | Londa Schiebinger                   | Why Mammals Are Called Mammals: Gender Politics in Eighteenth-Century National History, American Historical Review, 1993, 98: 382–411. |
| 1995  | Elizabeth Lunbeck (en)              | The Psychiatric Persuasion: Knowledge, Gender, and Power in Modern America (Princeton, NJ: Princeton University Press, 1994). |
| 1996  | Ida Stamhuis                        | A Female Contribution to Early Genetics: Tine Tammes and Mendel's Laws for Continuous Characters, Journal of the History of Biology, 1995, 28: 495–531. |
| 1997  | Margaret W. Rossiter                | Women Scientists in America: Before Affirmative Action, 1940-1972 (Baltimore: Johns Hopkins University Press, 1995). |
| 1998  | Mary Terrall                        | Émilie du Chätelet and the Gendering of Science, History of Science, 1995, 33: 283–310. |
| 1999  | Linda J. Lear (en)                  | Rachel Carson: Witness for Nature (Henry Holt and Company, 1997). |
| 2000  | Naomi Oreskes                       | Objectivity or Heroism? On the Invisibility of Women in Science, Osiris, 1996, 11: 87–113. |
| 2001  | Charlotte Furth (en)                | A Flourishing Yin: Chinese Medical History, 960-1665 (University of California Press, 2000). |
| 2002  | Ruth Oldenziel                      | « Multiple-Entry Visas: Gender and Engineering in the U.S., 1870-1945 », in Crossing Boundaries, Building Bridges: Comparing the History of Women Engineers, 1870s-1990s, eds. Annie Canel, Ruth Oldenziel, and Karin Zachmann (Harwood Academic Publishers, 2000), p. 11–50. |
| 2003  | Ellen Singer More                   | Restoring the Balance: Women Physicians and the Profession of Medicine, 1850-1995 (Harvard University Press, 2000). |
| 2004  | Paula Findlen                       | The Scientist's Body: The Nature of Woman Philosopher in Enlightenment Italy in The Faces of Nature in Enlightenment Europe, (Berlin: Berliner Wissenschafts-Verlag, 2003), p. 211–236.                                                                                       |
| 2005  | Kathleen Broome Williams            | Improbable Warriors: Women Scientists and the U.S. Navy in World War II, The Naval Institute Press. |
| 2006  | Arleen Tuchman                      | Situating Gender, Isis, March 2004, volume 85, no.1. |
| 2007  | Katharine Park                      | Secrets of Women: Gender, Generation, and the Origins of Human Dissection, Zone Books |
| 2008  | Sara Stidstone Gronim               | What Jane Knew: A Woman Botanist in the Eighteenth Century, Journal of Women's History 2007, volume 19, no. 3. |
| 2009  | Monica Green (en)                   | Making Women's Medicine Masculine. The Rise of Male Authority in Pre-Modern Gynaecology (Oxford University Press, 2008). |
| 2010  | Marsha L. Richmond                  | The 'Domestication' of Heredity: The Familial Organization of Geneticists at Cambridge University, 1895-1910 (Journal of the History of Biology, 2006). |
| 2011  | Yi-Li Wu                            | Reproducing Women: Medicine, Metaphor, and Childbirth in Late Imperial China (University of California Press, 2010). |
| 2012  | Peter Kastor and Conevery Valencius | Sacagawea’s Cold: Pregnancy and the Written Record of the Lewis and Clark Expedition, (Bulletin of the History of Medicine, 2008). |
| 2013  | Sally Gregory Kohlstedt             | Teaching Children Science: Hands-On Nature Study in North America, 1890-1930, (The University of Chicago Press, 2010). |
| 2014  | Kimberly Hamlin                     | The ‘Case of a Bearded Woman’: Hypertrichosis and the Construction of Gender in the Age of Darwin, American Quarterly 63, no. 4 (Dec 2011): 985–81. |
| 2015  | Amy Bix                             | Girls Coming to Tech! A History of American Engineering Education for Women (MIT Press, 2014) |
| 2016  | Paola Bertucci                      | The In/visible Woman: Mariangela Ardinghelli and the Circulation of Knowledge between Paris and Naples in the Eighteenth Century Isis, Vol. 104, No. 2 (June 2013), p. 226–249.                                                                                               |
| 2017  | Laura Micheletti Puaca              | Searching for Scientific Womanpower: Technocratic Feminism and the Politics of National Security, 1940-1980 (Gender and American Culture) (The University of North Carolina Press, 2014).                                                                                     |
| 2018  | Kara Swanson                        | Rubbing Elbows and Blowing Smoke: Gender, Class, and Science in the Nineteenth-Century Patent Office, Isis 108, no. 1 (March 2017): 40–61. |
| 2019  | Elaine Leong                        | Recipes and Everyday Knowledge: Medicine, Science, and the Household in Early Modern England, (University of Chicago Press, 2018). |
| 2020  | Myrna Perez Sheldon                 | Breeding Mixed Race Women for Profit and Pleasure, American Quarterly 71, no. 3 (2019): 741–765. |
| 2021  | Sharon Strocchia                    | Forgotten Healers: Women and the Pursuit of Health in Late Renaissance Italy (Harvard University Press, 2018) |
| 2022  | Beans Velocci                       | « Standards of Care: Uncertainty and Risk in Harry Benjamin's Transsexual Classifications », |
| 2023  | Leah DeVun                          | « The Shape of Sex, Nonbinary Gender from Genesis to the Renaissance» |